# Тархунта-Раду
Тархунта-Раду або Таргунта-Раду (1-а пол. XIV ст до н. е.) — 3-й відомий володар держави Арцава. З лувійської мови ім'я перекладається як «Той, хто шанує Таргунту». за його панування держава досягла найбільшого піднесення.

## Життєпис
Ймовірно син царя Маддуватти. Продовжив політику попередника зі зміцнення держави. Зберіг протистояння з Хетським царством і союз з державою Аххіява. Скорситався послаблення хетів внаслідок вторгнення племен каска, просунувши кордони до річки Марасантія, зайняв Нижню Землю до міста Туванува. Зрештою окупував більшу частину Хетської низовини. В результаті його володіння охопили землі від Егейського моря до сучасної Кілікії. Усі держави Західної Малої Азії визнали зверхність Арцави.
Мав дипломатичні контакти з давньоєгипетським фараоном Аменхотепом III, в якого попросив одружитис яна його доньці, але отримав відмову. Натомість отримав визнання з боку фараона свого титулу «великого царя», тобто став рівнею Хатті і Єгипту.
Йому спадкував син Анцапаххаду.